# 寧斯卡鎮區 (堪薩斯州金曼縣)
寧斯卡鎮區（英語：Ninnescah Township）為美國堪薩斯州金曼縣轄下的鎮區。2010年美国人口普查中此鎮區人口有273人。

## 地理
寧斯卡鎮區涵蓋總面積為181.1平方（69.94平方英里），其中陸地面積為179.8平方（69.44平方英里），水域面積為1.3平方（0.50平方英里）或0.71%。海拔高度491（1,611英尺）。

## 人口統計
根據2010年美國人口普查，寧斯卡鎮區人口有273人，其中男性有150人，女性有123人，人口密度為每平方公里1.51人，住房計115戶。鎮區內的白人有273人，非裔美國人有0人，美洲原住民有0人，亞裔美國人有0人，太平洋島裔美國人有0人，其他種族有0人，混血種族則有0人。此外鎮區內有1人為西班牙裔或拉丁裔美國人。此鎮區之年齡中位數為43.4歲，而男性年齡中位數為39.8歲，女性年齡中位數為45.3歲。

## 交通

### 主要公路
- 400號美國國道
- 11號堪薩斯州州道
- 14號堪薩斯州州道